# Калішевський Юхим Аврамович
Юхим Калішевський (нар. 1 квітня 1893 — 22 вересня 1937) — український церковний діяч, єпископ УАПЦ.

## Біографія
Народився у селі Жаботин Черкаського повіту Київської губернії. Навчався у духовній семінарії (до 1913); закінчив історико-філологічний факультет Варшавського університету (1917). В лютому 1922 висвячений на єпископа Звенигородського; після включення Звенигородської округи до Черкаської церковної округи став єпископом Черкаським і Єлисаветградським УАПЦ (1923–1929). Згодом завідувач кафедри в Одесі (1929 — 1930), член Великих зборів Всеукраїнської православної церковної ради.
Державне політичне управління УРСР двічі заарештовувало Калішевського за «належність до контрреволюційної української націоналістичної організації»: 1927 (Черкаси, місяць утримувався в Харкові); 1931 (Одеса; майже півроку перебування під вартою). Звільнявся без суду. 1933 зрікся сану і покаявся за свою «антирадянську діяльність» як ієрарх УАПЦ. Від 1933 замешкав у місті Біла Церква, працював бухгалтером міської водолікарні.
25 червня 1937 ув'язнений у «справі» 16 священнослужителів та церковних активістів УАПЦ та УПЦ. 15 вересня 1937 року трійка НКВС при Київському обласному управлінні НКВС УРСР засудила його страти. Страчений у Києві.